# Folytassa sikoltozva!
 Folytassa sikoltozva! vagy Folytassa a sikoltozást!, eredeti angol címe Carry On Screaming!, 1966-ben bemutatott brit (angol) filmvígjáték, az „őrült tudós” típusú horrorfilmek paródiája, a Gerald Thomas által rendezett Folytassa… filmsorozat 12. darabja. Főszereplői a sorozat rendszeres sztárjai, Kenneth Williams, Angela Douglas, Jim Dale, Charles Hawtrey, Joan Sims, Peter Butterworth, Bernard Bresslaw és Jon Pertwee. A hiányzó Sidney James helyett alkalmi főszereplőként Harry H. Corbett ugrott be (de filmbeli keresztnevét meghagyták Sidney-nek). Ez volt Fenella Fielding, a „halálos szépasszony” második, egyben utolsó Folytassa-beli megjelenése.
A film alapvetően a londoni Hammer filmgyár (Hammer Film Productions) horrorfilmjeit parodizálja. A Hammer az 1950-es évektől az 1970-es évek közepéig nagy mennyiségű gótikus horrorfilmet gyártott, melyek a maguk korában igen nagy népszerűségnek örvendtek. A Hammer-horrorfilmek egy része a klasszikus angol rémregényeket, Victor Frankenstein, Drakula gróf, Dr. Jekyll és Mr. Hyde, a Viasztestek, a Gólem, Az Operaház fantomja, vámpírok, életre kelt múmiák és hasonlók történeteit dolgozta fel, a régi némafilmek és fekete-fehér megfilmesítések után elsőként alkalmazva színes technikát. A Folytassa-film számos ilyen korabeli rémfilm karaktereit, helyzeteiet, technikáját használja fel.

## Cselekmény
Az Eduárd-kori Angliában zajlik a történet. Albert Potter (Jim Dale) és Doris Mann (Angela Douglas) este a hocombe-i erdőben randevúznak. Dorisnak rossz érzése van, mintha valaki kukkolná őket a bozótból. Amíg Potter a zaklatót keresi, egy farkasember-szerű torzonborz lény, Oddbod (magyar szinkronban „Borzaszt”) magával hurcolja Dorist. Közben elveszti egyik szőrös-karmos ujját, amit Potter megtalál és siet vele a rendőrségre. Mivel ez már a hatodik eltűnt lány ebben az erdőben, Slobothan rendőrbiztos (Peter Butterworth), telefonon rögtön hívja főnökét, Sidney Bung nyomozó őrmestert (Harry H. Corbett), aki rossz házasságban él hárpia feleségével, Emilyvel (Joan Sims). Az ujjat átadják a rendőrségi labornak elemzésre.
A három férfi autómobilon kimegy a tetthelyre. Információért becsöngetnek a közeli „Várd ki a sorod” nevű szeretetotthonba. Sockett, a nyugtalanító külsejű komornyik nyit ajtót (Bernard Bresslaw), akinek karaktere 25 évvel később visszaköszön Lurch alakjában, az Addams Familyből. Sockett jelzi, hogy a ház ura 15 éve meghalt, de ha az urak óhajtják, felébreszti. A ház asszonya, Valeria (Fenella Fielding), a romlott, de csábítóan nőies vámpír, a pincében elektromos sokkot alkalmazva idő előtt felébreszti hullaszerű bátyját, Dr. Orlando Wattot (Kenneth Williams). Orlando aggódik, hogy még nincs teljesen feltöltve energiával, ennek ellenére felmegy és beszél a rendőrökkel, és el is altatja gyanújukat. Sajnos közben lemerülnek a tartalékai, elájul és elkezd eltűnni. Potter egy kábellel csatlakoztatja a konnektorhoz, erre Dr. Watt ismét megjelenik és életre kel. Potter és a két rendőr halálra rémülnek és elmenekülnek a házból. Lent a pincében folytatódik az „üzem”, az elektromos kezelés alá vetett Borzasztnak szépen visszanő az ujja, és ott van az elkábított Doris is, akit Borzaszt hozott be, akit a háziak „szintetizálni és kiszállítani” készülnek.
A rendőrségi laborban a tudós Dr. Fettle vizsgálja a helyszínen talált szőrös ujjat. Az ember származása című szakkönyvet felütve Bung őrmesternek bemutatja, hogy egy kihalt ősemberfaj, a „Homo Borzasztónitisz” példányától származhat. Korának meghatározásához elektromos gerjesztés alá veti.
Potter WC-papírra írt levelet kap Mr Dun Dunntól, (magyar szinkronban Daniel Danitól) (Charles Hawtrey), a park melletti nyilvános WC gondnokától, aki szemtanúnak jelentkezik. Bung, Slobotham és Potter meglátogatják. Dr Watt és Valeria azonban autómobilon követik őket, Sockett soffíroz, Borzaszt is velük van. Dani hosszasan meséli a rendőröknek, hogy kertészként dolgozott a „szeretetotthonban” és Dorisszal feltehetően az történt, ami a „többi lánnyal”. Mesélés közben ki-kimegy vendégeit fogadni, és mielőtt a tárgyra térhetne, Borzaszt belefojtja a WC-be. A laborban Dr. Fettle gerjesztése hatására az ujjból egy második Borzaszt fejlődik ki, Oddbod Junior (Billy Cornelius), aki mindjárt ki is szorítja a lelket a doktorból, majd a falat kidöntve eltávozik.
A Watt-házban Orlando és Valeria az elrabolt lányokat „szintetizálják” azaz plasztik kirakati bábuvá alakítják, és helyi divatáru-üzleteknek értékesítik. (Hasonló technológiával, mint pl. az 1953-as Viasztestek c. filmben). Doris is kiszállításra kerül egy ládába csomagolva. Nagy meglepetésre megérkezik a talpig szőrös, egyébként ruhátlan újszülött Borzaszt Junior, aki az első Borzaszt elveszett ujjából regenerálódott. A Wattok nem tudják, ki teremthette, csak azon aggódnak, hogy az illető a versenytársuk lehet a piacon. Orlando sóhajtva nosztalgiázik, hogy manapság milyen nehéz lett az ipar: bezzeg a régi szép időkben, amikor osztálytársaival, Dr Frankensteinnel és Dr Jekyllel együtt jártak hullákat lopni a kísérleteikhez. Az emlékezést Bung őrmester érkezése zavarja meg, aki Daniel Dani halála ügyében nyomoz. Őt Valeria fogadja és minden nehézség nélkül el is csábítja.
Másnap Potter egy helyi nőiruha-üzletben felfedez egy Dorishoz megszólalásig hasonlító kirakati bábut. A rendőrség kiszáll, de személyazonosságát nem tudják bizonyítani, anyajegyet nem találnak rajta, csak egy „Made in England” címkét. A Watt-ház pincéjében már a következő elrabolt lány szintetizálását végzik. Azonosító jegyeit, szeplőit, anyajegyeit eltávolították. A csigasorra függesztett ketrecben lévő testet vegyszeres kádakba merítik és kifőzik, Borzaszt húzza a láncokat.
Ismét megjelenik Bung őrmester. Az irodában várakozva ugyanolyan „Made in England” címkét talál, amilyent a Doris-bábun az üzletben. Gyanút fog, de Valeria ismét az ujja köré csavarja. A szép vámpír riasztja Orlandót, hogy a Doris-bábut felismerték, és óvatosságból vissza kellene hozni. A jólnevelt Orlando szerint ez lopás lenne. Valeria ezért Bung őrmesterrel hajtatja végre a feladatot: Dr Jekyll bájitalát adja neki, amitől Bung szőrös és vad Mr. Hyde-dá változik. Rögtön Valeriát kezdi szorongatni. Szigorú feddés után engedelmeskedik, betör a boltba és elhozza a Doris-bábut. Utána a rendőrségi automobilon hazahajt, de Emily mérgesen kikergeti: „züllött csavargó, hogy nézel ki, menj borbélyhoz”.
Bung őrmester reggel a fürdőkádban ébred, nem emlékszik semmire. Slobotham telefonon értesíti a ruhaüzleti betörésről és lopásról. Bung először a szerelmes Pottert gyanúsítja, aki méltatlankodva tagad. Az őrmester csapdát állít. A női ruhába öltöztetett Slobotham rendőrt kiviszik a hocombe-i erdőbe. Emily Bung féltékeny felesége meglátja őket, és a nyomukba szegődik, hogy férjét házasságtörésen érje. A Watt-házban Orlando mindkét Borzasztot kiküldi nővadászatra, bár némi küszködésbe kerül, mire legerjednek, mert inkább Valeriát akarnák ölelgetni. Az erdőben Borzaszt elrabolja Slobotham rendőrt, Borzaszt Junior pedig Emilyt nyalábolja fel. Bung őrmester és Potter ezúttal egy szőrös fület találnak bűntett helyszínén. A lábnyomokat követve eljutnak a Watt-házba.
A pincében a Wattok hozzáfognak a zsákmány feldolgozásához. A molett Emilyt a Különleges Méretek Boltjába szánják, a női ruhában behozott Slobothannal viszont nem tudnak mit kezdeni. Potter és Bung őrmester megjelennek a házban, megmutatják Valeriának a talált szőrös fület. Bung úgy gondolja, a nőrabló szörny betörhet a házba is, Valeria nagy veszélyben kerülhet. A csábos vámpír mindkettőjüket ráveszi, maradjanak ott éjszakára, védjék meg őt, gyenge asszonyt. A leszámolás baljós éjszakája közeleg. Odakint, ahogy ilyenkor kell, vihar tör ki, villámok csapkodnak. Valeria előbb mérgeskígyót enged a vendégek szobájába, majd ennek kudarca után a két Borzasztot küldi rájuk. A menekülő Potter és Bung a pincében megtalálják Slobothant és a bábuvá alakított Emilyt és Dorist is. Dorist egy véletlenül bekapcsolt elektrosokkal visszaalakítják élő emberré. A Borzasztok megtámadják őket. Potter szíverősítőt keresve Dr. Jekyll bájitalát húzza meg, és agresszív Mr. Hyde-dá alakulva agyonvágja mindkét szőrmókot. Orlando szintetizáló pisztollyal készül leszámolni velük, de egy villámcsapás életre kelti Rubaiti király múmiáját, aki Orlando ellen fordul. Magával húzza a forralókádba és mindketten elpusztulnak.
A záró jelenetben Albert Potter és Doris, immár férj és feleség meglátogatják Bung őrmestert. Hárpia felesége, Emily kirakati bábuként áll az előszobában. Potter lelkesen ajánlja, hogy elektromos kezeléssel újra lehetne éleszteni, de Bung sajnálkozva széttárja kezét, a házba nincs bevezetve a villany, gázzal fűtenek, és amúgyis Valeriával él együtt: „Horror az életem!”

## Szereposztás
| Szerep                         | Színész           | Magyar hangja (1. szinkron) |
| ------------------------------ | ----------------- | --------------------------- |
| Sidney Bung nyomozó őrmester   | Harry H. Corbett  | Kálloy Molnár Péter         |
| Dr. Orlando Watt               | Kenneth Williams  | Harsányi Gábor              |
| Albert Potter                  | Jim Dale          | Megyeri János               |
| Daniel Dani (Dun Dunn)         | Charles Hawtrey   | Szacsvay László             |
| Valeria Watt, Orlando felesége | Fenella Fielding  | Borbás Gabi                 |
| Emily Bung, Sydney felesége    | Joan Sims         | Andresz Kati                |
| Doris Mann                     | Angela Douglas    | Németh Borbála              |
| Sockett                        | Bernard Bresslaw  | ifj. Jászai László          |
| Slobotham rendőrbiztos         | Peter Butterworth | Reviczky Gábor              |
| Dr. Fettle rendőrorvos         | Jon Pertwee       | Rudas István                |
| Őrmester                       | Frank Forsyth     | Csuha Lajos                 |
| Lány                           | Sally Douglas     | (néma szerep)               |
| Mr. Vivian                     | Michael Ward      | N/A                         |
| Borzaszt / Oddbod, Odd Bod     | Tom Clegg         | (néma szerep)               |
| Kis Borzaszt / Oddbod Junior   | Billy Cornelius   | (néma szerep)               |
| Rubbatiti király múmiája       | Denis Blake       | (néma szerep)               |

## Idézetek
- Dr Orlando Watt, amikor Bung őrmester újra és újra megzavarja a lányok szintetizálásában: „Jaj de utálom az ilyen megszállottakat. Miért nem lehet mindenki olyan normális, mint mi?”
- Orlando: „Rémes az élet, bárcsak halott lennék.” Valeria: „De Orlando drágám, halott vagy.” Orlando: „Jéé, igen, tényleg.”
- Orlando a női ruhákból kibontott Slobothan rendőrt nézve: „Ez itt egy férfi!” Valeria (hitetlenkedve): „Férfi? Honnan tudod?” Orlando (méltatlankodva): „De kérlek, hisz orvos vagyok.”

## Zene
- Főcímdal: Carry on Screaming, írta Myles Rudge és Ted Dicks, énekli Ray Pilgrim.[3]
- Johnny Todd, hagyományos liverpooli dal.
- A Z-Cars című 1962-es angol televíziós sorozat főcímzenéje, Bung őrmester autómobilos jeleneteiben. A filmbeli automobil egy muzeális 1904-es Brushmobile, amelyből összesen hat darabot gyártottak annak idején.
- Drink to Me Only With Thine eyes, ismeretlen szerző, Ben Johnson szövege, előadja Kenneth Williams.

## Érdekességek
- A film főcímképén a Distributors Ltd cég. neve mellett a római számmal írt MCMXVI évszám, azaz 1916, ami feltehetően a film gyártási éve, 1966, azaz MCMLXVI helyett került oda hibásan.
- Amikor Dr. Fettle rendőrorvos a Borzaszt (Odd Bod) által elvesztett ujjat vizsgálja, megállapítja, hogy ez egy kihalt ősemberfaj, a „Homo Borzasztónitisz” példányától származhat. Bung őrmester azt kérdezi: „Akkor Ön szerint, aki elhagyta ezt a testrészt, már 500 éve halott?” Ha Borzaszt valóban majomemberféle lehetett, akkor nagyjából 30 000 éve kellene halottnak lennie.

## További információ
- Folytassa sikoltozva! a PORT.hu-n (magyarul)
- Folytassa sikoltozva! az Internetes Szinkronadatbázisban (magyarul)
- Folytassa sikoltozva! az Internet Movie Database-ben (angolul)
- Folytassa sikoltozva! a Rotten Tomatoeson (angolul)
- Folytassa sikoltozva! a Box Office Mojón (angolul)
- Robert Ross. The Carry On Companion. London: B.T. Batsford (2002). ISBN 0-7134-8771-2
- Carry On Screeming! (1966). The Whippit Inn (thewhippitinn.com). [2016. március 3-i dátummal az eredetiből archiválva]. (Hozzáférés: 2021. február 13.)
- Carry On Screeming! (1966) (angol nyelven). Carry On Line (carryonline.com). [2021. február 8-i dátummal az eredetiből archiválva]. (Hozzáférés: 2021. február 13.)
- Carry On Screeming! 1966 British comedy film (angol nyelven). British Comedy Guide (comedy.co.uk). (Hozzáférés: 2021. február 13.)
- Folytassa sikoltozva! (1966), filmek magyar szinkronnal. videa.hu. (Hozzáférés: 2021. február 13.)